# بيومتز ليه كامبراي
بيومتز ليه كامبراي (بالفرنسية: Beaumetz-lès-Cambrai)‏ هي بلدية تقع في إقليم باد كاليه من منطقة نور با دو كاليه في شمال فرنسا. تبلغ مساحة هذه المدينة 9.91 (كم²)، وترتفع عن سطح البحر 121 م، يبلغ عدد سكانها 561 نسمة حسب إحصاء المعهد الوطني للإحصاء والدراسات الاقتصادية سنة 2009 م. وترأس Philippe Gorguet البلدية خلال فترة (2008-2014).